# العربية البريطانية للصناعات الديناميكية
الشركة العربية البريطانية للصناعات الديناميكية هي إحدى المشروعات التي تتبع الهيئة العربية للتصنيع في مصر.

## تاريخ الشركة
- تأسست الشركة العربية البريطانية للصناعات الديناميكية في فبراير 1978 كشركة مشتركة بين الهيئة العربية للتصنيع وشركة بريتش ايروسبيس بهدف إقامـة صناعة متكاملة متقدمة لتصميم وإنتــاج وتطوير نظم معدات الدفاع
- وقد نحجت الشركـة في تحقيق اهدافها وتجاوزت ذلك إلى الانتــاج المدني المتطور الذي يتواءم مع خبراتها وإمكانياتها التكنولوجية
- أعتبارا من يناير 1998 أصبحت الشركة مملوكة بالكامل للهيئة العربية للتصنيع وقد قامت الهيئــة بالتطوير المستمر للإمكانيات الماديـة والبشـرية للشركة والحفاظ على ما عرفت به من تميـز في الأداء في كافة المجالات